# التشخيص (الطب)

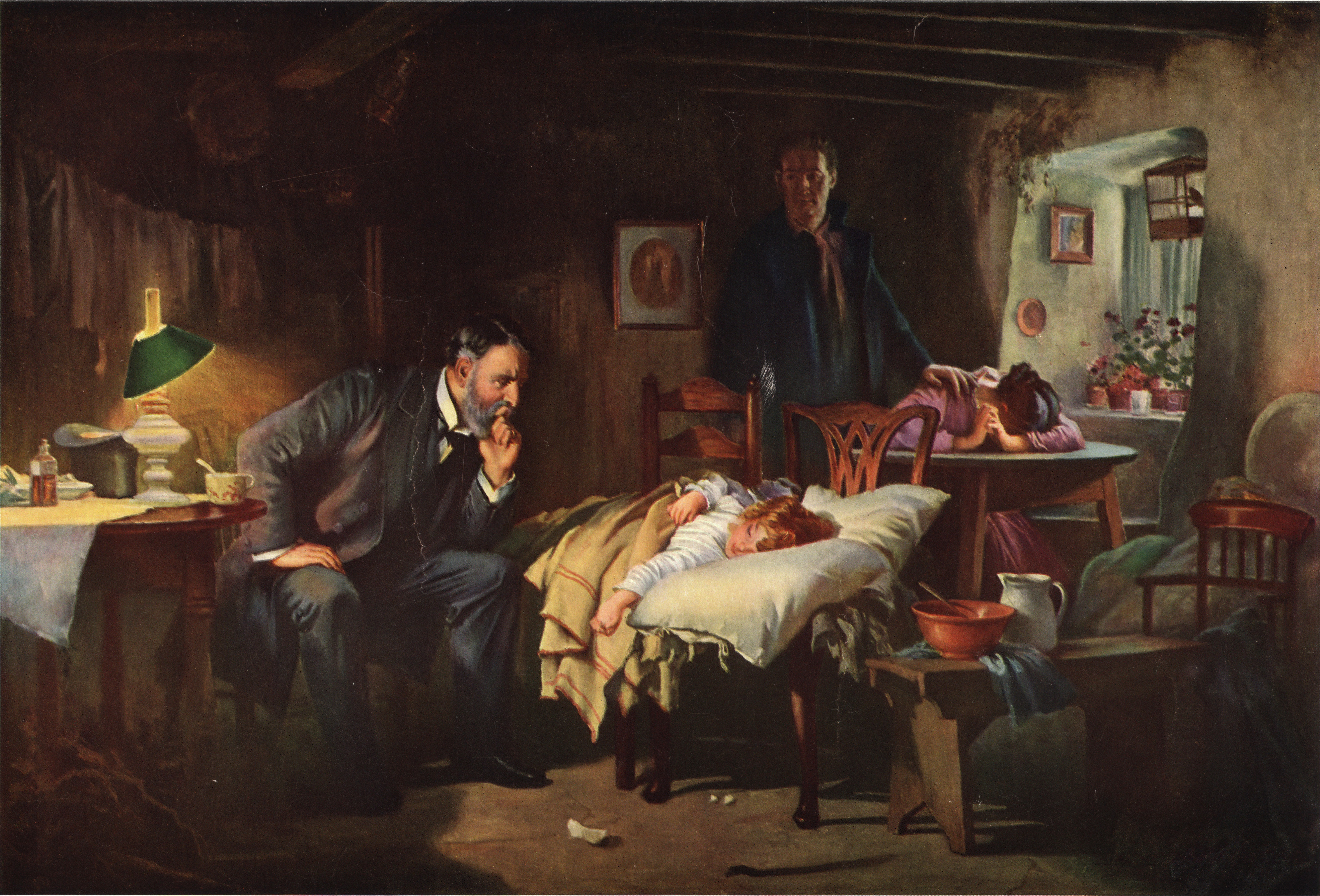
الطبيب ، بقلم صامويل لوك فيلدز (1891)

في الطب ، التشخيص هو العملية التي يحدد من خلالها الطبيب البيطري أو الطبيب أو الممارس العام أو المتخصص أو أخصائي العلاج الطبيعي أو القابلة أو جراح الأسنان ، أو حتى الطبيب النفسي في كندا، الحالة التي يعاني منها المريض، والتي تسمح بالعلاج سيتم تقديمها. ويعتمد على البحث عن الأسباب ( المسببات ) والآثار ( الأعراض ) للحالة. ; نتحدث أيضًا عن " الصورة السريرية ".

## تشخيص الطبيب
عادة، يتم التشخيص في جزأين :

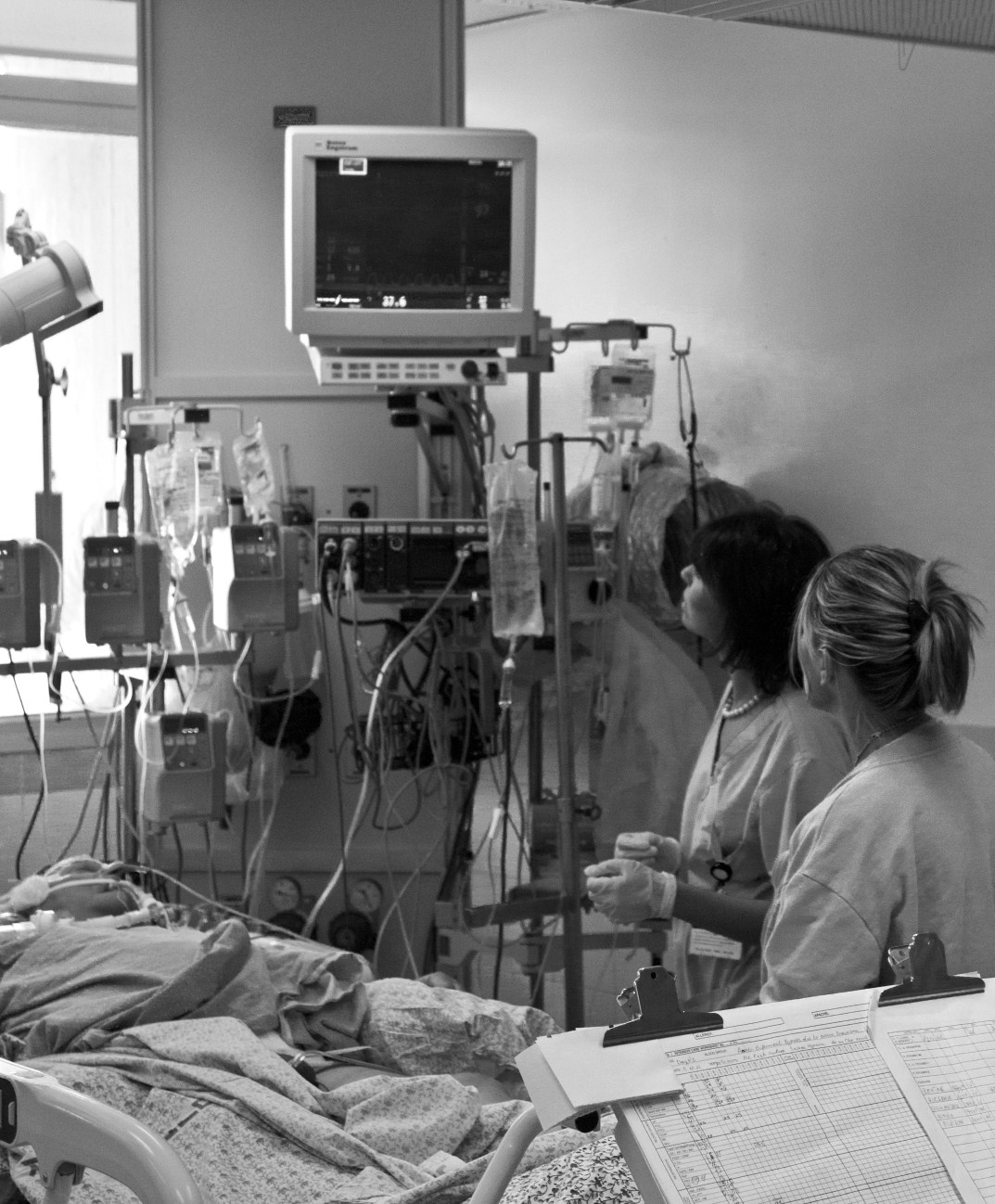
معدات التشخيص

1. التاريخ (أو تاريخ المرض) : هذه هي المرحلة الأكثر أهمية في التشاور. يستمع الطبيب لمريضه، بحرية في البداية، ثم يوجهه بالأسئلة. يتيح لنا التاريخ معرفة تاريخ المريض، والأعراض التي يعاني منها، ومدة المرض وتطوره، والعلاجات المتبعة بالفعل، وتوقعات المريض، وما إلى ذلك.
2. الفحص البدني (في نهاية التاريخ، غالبا ما يكون لدى الطبيب فكرة دقيقة إلى حد ما عن المرض ; يُستخدم الفحص للبحث عن العلامات الجسدية، وبالتالي تقديم أدلة تدعم التشخيص). :
  - أخذ الثوابت الحيوية : درجة الحرارة، ضغط الدم ، النبض ،
  - تقتيش : مورفولوجية المريض، التقرحات، خلل التشوه (مرض وراثي)، النمط الشكلي (السمنة، النحافة)، لون البشرة،
  - جس المعدة بحثاً عن كبد كبير، طحال كبير… جس مناطق العقد الليمفاوية،
  - اختبار منعكس : التقييم العصبي،
  - التسمع : الاستماع إلى أصوات القلب والرئة باستخدام سماعة الطبيب ،
  - قرع ,
  - فحص طبلة الأذن والحنجرة،
  - فحص أمراض الجهاز الهضمي وأمراض النساء والروماتيزم وما إلى ذلك إذا لزم الأمر.

ويمكن استكماله بفحوصات إضافية ، يمكن إجراء بعضها مباشرة أثناء الاستشارة، والبعض الآخر يتطلب مشاركين مختلفين (تحليل الدم، تحليل البول، التصوير الطبي ، وما إلى ذلك).
التشخيص التفريقي للحالة المرضية هو مجموعة من الأمراض التي من المحتمل أن تقدم أعراض وعلامات متشابهة.
إن تقييم المريض لا يتعلق فقط بالطبيب أو جراح الأسنان أو القابلة. ويوجد أيضًا تشخيص تمريضي ، وتشخيص علاج طبيعي ، وتشخيص نفسي، وتشخيص علاج النطق .
في كندا، يُسمح لعلماء النفس أيضًا بإجراء التشخيص. ومن ثم فإن الأمر يتعلق بشكل أساسي بتعريف الاضطرابات النفسية التي يعاني منها المريض وانعكاساتها على المرض، ولكن أيضًا بتحديد الطريقة الأنسب لتنفيذ الوصفة الطبية، أو اختيار التقنية وشدتها وفقًا للحالة. حالة وقدرات المريض.

## التشخيصفي المختبروفي الجسم الحي
هناك نوعان رئيسيان من التشخيصات الطبية :
1. التشخيص في الجسم الحي : هو تشخيص المرض في جسم المريض. ويعتمد على سبيل المثال على التصوير الطبي (التصوير بالأشعة السينية ، التصوير بالرنين المغناطيسي ، وغيرها) ;
2. التشخيص في المختبر : يتم تشخيص المرض من خلال عينة من سوائل الجسم (عينة من الدم، البول، اللمف، اللعاب وغيرها)، أو عينة من الخلايا ( مسحة )، أو الأنسجة البيولوجية أو الأعضاء ( خزعة ) مأخوذة من الجسم و تمت دراستها في الموقع أو في المختبر مثل مختبر تشخيص الالتهابات الفيروسية .

</br> تعليق : ظهور أجهزة القياس المباشر الإلكترونية في الأسواق (قياس درجة الحرارة ومستوى السكر وغيرها). في أوروبا، عند استخدام أداة دعم أو معدات إلكترونية (مثل المصفوفة الدقيقة)  ، فإن هذا النوع من " جهاز التشخيص الطبي في المختبر » يظل خاضعًا للتشريعات التي تهدف إلى الحد من خطر الإصابة، ولكن يمكن الاستثناء من " توجيه بنفايات » (فقط عندما يكون المقصود من هذه الأجهزة أن تصبح " معد » قبل " نهاية حياة ").

## المنطق التشخيصي

### التعرف على الأنماط أو الأشكال
المنطق التناظري أو التعرف على الأنماط .

### الإستنباط
يبني المنطق البايزي ، من عناصر المقابلة والملاحظة، احتمالية سبب الأعراض أو النوبة، والتي سيتم تحسينها بشكل متزايد. وهكذا يشير التشخيص إلى أن مرضًا أو سببًا ما من المرجح أن يكون سببًا لأعراض المريض أكثر من الآخر؛ الاختبارات تعزز أو تدحض الفرضية.
ويبدو أنه نتيجة لهذا النوع من الاستدلال، يميل معظم الأطباء إلى المبالغة في تقدير احتمالية أن يكون المريض مريضًا بالفعل، قبل وبعد الاختبار التشخيصي.

## حذاري
- لا تخلط بينه وبين التشخيص (تقدير نتائج المريض).
- التشخيص موجود في مجالات أخرى غير الطب، راجع صفحة توضيح التشخيص.

## المذكرات و المراجع
1. ↑  Ces dispositifs de diagnostic médical in vitro exemptés d'appliquer la توجيه الحد من المواد الخطرة sont en Europe définis comme ceux qui répondent aux points (b) ou (c) de l'Article 1(2) de la Directive 98/79/CE du 1998-10-27, relative aux dispositifs médicaux de diagnostic in vitro et qui sont des EEE ; Voir (OJ L 331, 7.12.1998, p. 1.) نسخة محفوظة 2024-05-10 على موقع واي باك مشين.
2. ↑  Daniel J. Morgan (5 avril 2021). ""Accuracy of Practitioner Estimates of Probability of Diagnosis Before and After Testing"". JAMA Internal Medicine (بالإنجليزية). DOI:10.1001/jamainternmed.2021.0269. {{استشهاد بدورية محكمة}}: تحقق من التاريخ في: |تاريخ= (help), accès libre.

## انظر كذلك

### مقالات ذات صلة
- التقدير
- المجهرية
- طب
- مصفوفة دي إن إيه دقيقة
- استدلال بايزي
- علم الأمراض

### روابط خارجية
- ضبط استنادي
- المكتبة الوطنية الفرنسية
- التشيك
- لاتفيا

إشعارات في القواميس العامة أو الموسوعات
- تشخبص
- عالمي

الموارد الصحية
- عنواين المواد الطبيه
- متجر medisinske ليكسيكون

قالب:Paletteقالب:Palette